# KNVB Beker voor amateurs
De KNVB Beker voor amateurs was van het seizoen 1980/81 tot en met het seizoen 2015/16 de nationale voetbalbeker voor amateurclubs. In de strijd om deze beker speelden de winnaars van de districtsbekers. Vanwege sponsorcontracten heette het tussen 1995 en 2005 de Amstel Cup voor amateurs (ook wel: Amstel Amateur Cup) en in het seizoen 2005/06 de Gatorade Cup voor amateurs.
Als gevolg van een beslissing van de KNVB, in samenspraak met de clubs, is met ingang van het seizoen 2016/17 een einde gekomen aan de eindstrijd tussen de zes districtsbekerwinnaars om de landelijke amateurbeker.

## Opzet
De opzet van de bekercompetitie is in de loop der jaren een aantal malen gewijzigd. Het aantal deelnemende clubs was zes, behalve in de seizoenen 1996/97 tot en met 2000/01 toen de KNVB in negen districten was verdeeld.
Enkele jaren werden de deelnemende clubs eerst in twee poules ingedeeld. De poulewedstrijden werden in wedstrijden van tweemaal 20 of tweemaal 30 minuten gespeeld. Alleen de finale werd vervolgens op een aparte dag gehouden, met de reguliere speeltijd van tweemaal 45 minuten. De reden hiervoor was het besparen van een speeldag in de krappe speelkalender.
Vanaf het seizoen 2006/07 werd de Beker weer op de reguliere wijze gespeeld, met een kwartfinale, halve finale en finale op drie speeldata, met de reguliere speeltijd van tweemaal 45 minuten. Twee clubs werden vrijgeloot voor de kwartfinale. Zij speelden in de halve finale dan een uitwedstrijd.
De winnaar kwalificeerde zich voor de Super Cup amateurs, waarin het de algeheel landskampioen ontmoette.
Voor 1980
Tot en met het seizoen 1979/80 speelden de zaterdagamateurs en de zondagamateurs elk apart om hun eigen beker. Vanaf 1980/81 spelen ze samen om de districtsbekers.
In 1979 en 1980 stond een onderlinge wedstrijd tussen de zaterdag- en zondagbekerwinnaars op het programma. In 1978/79 ging de finale niet door, vanwege de vertraging door het slechte weer kon het toernooi om de zaterdagbeker namelijk niet worden uitgespeeld. In 1979/80 werd de eerste en tevens enige 'finale' tussen de winnaars van beide bekers gespeeld. DESK versloeg VV Arnemuiden met 2-1.

## Algemene amateurbeker

### Finales
| Jaar | Winnaar          | Uitslag          | Finalist         |
| ---- | ---------------- | ---------------- | ---------------- |
| 1981 | VV Caesar        | 4-0              | VV Appingedam    |
| 1982 | VV TSC           | winnaar toernooi | winnaar toernooi |
| 1983 | Drachtster Boys  | 2-1              | VV Breskens      |
| 1984 | AFC Ajax-2       | 5-1              | PSV-2            |
| 1985 | SV Limburgia     | 3-2              | SV Urk           |
| 1986 | AZS              | 2-1              | VC Vlissingen    |
| 1987 | SV Venray        | 1-0              | Rijnsburgse Boys |
| 1988 | OVV              | winnaar toernooi | winnaar toernooi |
| 1989 | Achilles 1894    | winnaar toernooi | winnaar toernooi |
| 1990 | DWV              | winnaar toernooi | winnaar toernooi |
| 1991 | sc Heerenveen-2  | winnaar toernooi | winnaar toernooi |
| 1992 | BVV Den Bosch    | winnaar toernooi | winnaar toernooi |
| 1993 | RKSV Halsteren   | winnaar toernooi | winnaar toernooi |
| 1994 | FC Lisse         | winnaar toernooi | winnaar toernooi |
| 1995 | SV Argon         | 3-0              | RKSV Halsteren   |
| 1996 | IJsselmeervogels | 2-0              | BVV Den Bosch    |
| 1997 | SV Babberich     | 2-0              | SHO              |
| 1998 | HVV Hollandia    | 7-2              | SC Feyenoord     |

| Jaar | Winnaar          | Uitslag       | Finalist            |
| ---- | ---------------- | ------------- | ------------------- |
| 1999 | VV Gemert        | 2-0           | VV Appingedam       |
| 2000 | KBV              | 1-1 ns        | SV Panningen        |
| 2001 | ADO '20          | 3-1           | FC Kranenburg       |
| 2002 | TONEGIDO         | 0-0 ns (10-9) | SC Joure            |
| 2003 | TONEGIDO         | 2-1           | VVOG                |
| 2004 | Ter Leede        | 2-0           | VV Sneek            |
| 2005 | SC Genemuiden    | 2-0           | Excelsior Maassluis |
| 2006 | ASWH             | 3-1           | EVV                 |
| 2007 | Türkiyemspor     | 1-0           | FC Lisse            |
| 2008 | Rijnsburgse Boys | 2-0           | Achilles '29        |
| 2009 | BVV Barendrecht  | 3-1           | LRC Leerdam         |
| 2010 | VV Dongen        | 5-1           | Sneek Wit Zwart     |
| 2011 | Achilles '29     | 1-0           | Harkemase Boys      |
| 2012 | RKSV Leonidas    | 2-0           | FC Chabab           |
| 2013 | SV Argon         | 3-2 nv        | De Treffers         |
| 2014 | ASWH             | 1-0 nv        | IJsselmeervogels    |
| 2015 | IJsselmeervogels | 2-0           | HSV Hoek            |
| 2016 | VV Staphorst     | 6-3 nv        | vv Noordwijk        |

Statistieken
De KNVB Beker voor amateurs is 23× gewonnen door een zondagamateurclub. Elf keer won een zaterdagamateurclub (1983, 1994, 1996, 2004, 2005, 2006, 2008, 2009, 2014, 2015 en 2016). Tweemaal won het reserveteam van een profclub (Ajax in 1984 en Heerenveen in 1991). Sinds het seizoen 1997/1998 nemen de reserveteams van profclubs niet meer deel aan de districtbekers en daarmee dus ook niet meer aan de KNVB Beker voor amateurs, maar aan de KNVB Beker beloften.
Tonegido (2002, 2003), SV Argon (1995, 2013) en ASWH (2006, 2014) en IJsselmeervogels (1996, 2015) wonnen de KNVB Beker voor amateurs tweemaal. Geen enkele club won ooit de dubbel (Beker en algeheel kampioenschap in één seizoen) in het amateurvoetbal.

## Zaterdagbeker (1946-1980)

### Finales
| Jaar | Winnaar              | Uitslag       | Finalist         |
| ---- | -------------------- | ------------- | ---------------- |
| 1946 | AMVJ                 | 2-2 ns        | SV Huizen        |
| 1947 | niet gespeeld        | niet gespeeld | niet gespeeld    |
| 1948 | VV IJmuiden          | 5-3           | HFC Kennemerland |
| 1949 | AMVJ                 | 2-1           | WHC              |
| 1950 | SNL                  | 2-1           | Excelsior Pernis |
| 1951 | Zwaluwen Vlaardingen | 5-1           | WVF              |
| 1952 | Quick Boys           | 2-0           | Rijnsburgse Boys |
| 1953 | niet gespeeld        | niet gespeeld | niet gespeeld    |
| 1954 | CSV Apeldoorn        | 2-1           | SV Spakenburg    |
| 1955 | niet gespeeld        | niet gespeeld | niet gespeeld    |
| 1956 | niet gespeeld        | niet gespeeld | niet gespeeld    |
| 1957 | IJsselmeervogels     | 4-0           | Blauw Wit '34    |
| 1958 | SC Genemuiden        | 5-0           | SV ARC           |
| 1959 | SV ARC               | 3-1           | SC Genemuiden    |
| 1960 | DOVO                 | 3-1           | SV Huizen        |
| 1961 | niet gespeeld        | niet gespeeld | niet gespeeld    |
| 1962 | VV Heerjansdam       | 2-1           | IJsselmeervogels |
| 1963 | niet gespeeld        | niet gespeeld | niet gespeeld    |

| Jaar | Winnaar                  | Uitslag          | Finalist           |
| ---- | ------------------------ | ---------------- | ------------------ |
| 1964 | SV Huizen                | 4-3              | VV Woudrichem      |
| 1965 | VV Heerjansdam           | 4-0              | RCL                |
| 1966 | niet gespeeld            | niet gespeeld    | niet gespeeld      |
| 1967 | SHO                      | 10-0             | 's-Gravenzandse VV |
| 1968 | SHO                      | 0-0 ns           | VV Heerjansdam     |
| 1969 | SHO                      | 3-0              | IJsselmeervogels   |
| 1970 | Zwart-Wit '28            | 1-0              | SV Huizen          |
| 1971 | WHC                      | 2-1              | Zwart-Wit '28      |
| 1972 | Zwart-Wit '28            | 4-0              | SV Huizen          |
| 1973 | Zwart-Wit '28            | 2-1              | IJsselmeervogels   |
| 1974 | IJsselmeervogels         | 2-1              | Go-Ahead Kampen    |
| 1975 | niet uitgespeeld         | niet uitgespeeld | niet uitgespeeld   |
| 1976 | IJVV De Zwervers         | 3-1 nv           | VV Berkum          |
| 1977 | RKSV Volendam (amateurs) | 2-1              | OWIOS              |
| 1978 | ACV                      | 1-0              | CVV de Jodan Boys  |
| 1979 | niet uitgespeeld         | niet uitgespeeld | niet uitgespeeld   |
| 1980 | VV Arnemuiden            | 2-0              | DOVO               |